# Марія Торрес
Марія Торрес (ісп. María Torres; нар. 22 липня 1997 року, Малага, Іспанія) — іспанська каратистка, чемпіонка світу (2021).

## Кар'єра
Марія Торрес Гарсія народилася 22 липня 1997 року у Малазі. Батько Марії (Еугеніо Торрес) був п'ятиразовим чемпіоном Європи та триразовим бронзовим призером чемпіонатів світу з карате. На чемпіонаті світу серед юніорів (2013) Торрес посіла третє місце. У 2015 році Марія стала чемпіонкою на першості Європи (вікова категорія до 21 року), а на чемпіонаті світу у цій категорії у 2017 році посіла третю сходинку. У 2021 році Марія Торрес стала чемпіонкою світу у Дубаї (+68 кг, куміте).